# Seznam medailistů na letních olympijských hrách ve víceboji
Historický přehled medailistů v vícebojích na letních olympijských hrách:

## Medailisté

### Muži (pětiiboj)
od roku 1912
| Rok  | Místo     | Zlato                    | Výkon vítěze     | Stříbro         | Bronz           |
| ---- | --------- | ------------------------ | ---------------- | --------------- | --------------- |
| 1912 | Stockholm | Jim Thorpe Ferdinand Bie | 7 bodů / 21 bodů | James Donahue   | Francis Lukeman |
| 1920 | Antverpy  | Eero Lehtonen            | 14 bodů          | Everett Bradley | Hugo Lahtinen   |
| 1924 | Paříž     | Eero Lehtonen            | 14 bodů          | Elemér Somfay   | Robert LeGendre |

### Muži (desetiboj)
od roku 1904
| Rok  | Místo          | Zlato                      | Výkon vítěze     | Stříbro            | Bronz                        |
| ---- | -------------- | -------------------------- | ---------------- | ------------------ | ---------------------------- |
| 1904 | St. Louis      | Tom Kiely                  | 29 bodů          | Adam Gunn          | Truxton Hare                 |
| 1912 | Stockholm      | Jim Thorpe Hugo Wieslander | 8412 / 6564 bodů | Charles Lomberg    | Gösta Holmér                 |
| 1920 | Antverpy       | Helge Løvland              | 6803 / 5803 bodů | Brutus Hamilton    | Bertil Ohlsson               |
| 1924 | Paříž          | Harold Osborn              | 7711 / 6476 bodů | Emerson Norton     | Aleksander Klumberg-Kolmpere |
| 1928 | Amsterodam     | Paavo Yrjölä               | 8053 / 6607 bodů | Akilles Järvinen   | Ken Doherty                  |
| 1932 | Los Angeles    | James Bausch               | 8462 / 6735 bodů | Akilles Järvinen   | Wolrad Eberle                |
| 1936 | Berlín         | Glenn Morris               | 7900 / 7254 bodů | Bob Clark          | Jack Parker                  |
| 1948 | Londýn         | Bob Mathias                | 7139 bodů        | Ignace Heinrich    | Floyd Simmons                |
| 1952 | Helsinky       | Bob Mathias                | 7887 bodů        | Milton Campbell    | Floyd Simmons                |
| 1956 | Melbourne      | Milton Campbell            | 7937 bodů        | Rafer Johnson      | Vasilij Kuzněcov             |
| 1960 | Řím            | Rafer Johnson              | 8392 bodů        | Yang Chuan-Kwang   | Vasilij Kuzněcov             |
| 1964 | Tokio          | Willi Holdorf              | 7887 bodů        | Rein Aun           | Hans-Joachim Walde           |
| 1968 | Mexico City    | Bill Toomey                | 8193 bodů        | Hans-Joachim Walde | Kurt Bendlin                 |
| 1972 | Mnichov        | Mykola Avilov              | 8454 bodů        | Leonid Lytvynenko  | Ryszard Katus                |
| 1976 | Montréal       | Bruce Jenner               | 8618 bodů        | Guido Kratschmer   | Mykola Avilov                |
| 1980 | Moskva         | Daley Thompson             | 8495 bodů        | Jurij Kucenko      | Sergej Želanov               |
| 1984 | Los Angeles    | Daley Thompson             | 8797 bodů        | Jürgen Hingsen     | Siegfried Wentz              |
| 1988 | Soul           | Christian Schenk           | 8488 bodů        | Torsten Voss       | Dave Steen                   |
| 1992 | Barcelona      | Robert Změlík              | 8611 bodů        | Antonio Peñalver   | Dave Johnson                 |
| 1996 | Atlanta        | Dan O'Brien                | 8824 bodů        | Frank Busemann     | Tomáš Dvořák                 |
| 2000 | Sydney         | Erki Nool                  | 8641 bodů        | Roman Šebrle       | Chris Huffins                |
| 2004 | Atény          | Roman Šebrle               | 8893 bodů        | Bryan Clay         | Dmitrij Karpov               |
| 2008 | Peking         | Bryan Clay                 | 8791 bodů        | Andrej Kravčenko   | Leonel Suárez                |
| 2012 | Londýn         | Ashton Eaton               | 8869 bodů        | Trey Hardee        | Leonel Suárez                |
| 2016 | Rio de Janeiro | Ashton Eaton               | 8893 bodů        | Kévin Mayer        | Damian Warner                |
| 2020 | Tokio          | Damian Warner              | 9018 bodů - OR   | Kévin Mayer        | Ashley Moloney               |
| 2024 | Paříž          | Markus Rooth               | 8796 bodů        | Leo Neugebauer     | Lindon Victor                |

## Medailové pořadí zemí
| Pořadí             | Země                                 | Zlato | Stříbro | Bronz | Celkem |
| ------------------ | ------------------------------------ | ----- | ------- | ----- | ------ |
| 1.                 | Spojené státy americké (USA)         | 14    | 7       | 6     | 27     |
| 2.                 | Velká Británie (GBR)                 | 2     | 0       | 0     | 2      |
| 3.                 | Sovětský svaz (URS)                  | 1     | 3       | 4     | 8      |
| 4.                 | Finsko (FIN)                         | 1     | 2       | 0     | 3      |
| 5.                 | Německo (GER)                        | 1     | 1       | 2     | 4      |
| 6.                 | Švédsko (SWE)                        | 1     | 1       | 2     | 4      |
| 7.                 | Česko (CZE)                          | 1     | 1       | 1     | 3      |
| 8.                 | Německá demokratická republika (GDR) | 1     | 1       | 0     | 2      |
| 9.                 | Kanada (CAN)                         | 1     | 0       | 2     | 3      |
| 10.                | Estonsko (EST)                       | 1     | 0       | 1     | 2      |
| 11.                | Československo (TCH)                 | 1     | 0       | 0     | 1      |
| 12.                | Norsko (NOR)                         | 1     | 0       | 0     | 1      |
| 13.                | Západní Německo (FRG)                | 0     | 3       | 2     | 5      |
| 14.                | Francie (FRA)                        | 0     | 3       | 0     | 3      |
| 15.                | Bělorusko (BLR)                      | 0     | 1       | 0     | 1      |
| 16.                | Tchaj-wan (TPE)                      | 0     | 1       | 0     | 1      |
| 17.                | Španělsko (ESP)                      | 0     | 1       | 0     | 1      |
| 18.                | Kuba (CUB)                           | 0     | 0       | 2     | 2      |
| 19.                | Kazachstán (KAZ)                     | 0     | 0       | 1     | 1      |
| 20.                | Polsko (POL)                         | 0     | 0       | 1     | 1      |
| 20.                | Austrálie (AUS)                      | 0     | 0       | 1     | 1      |
| Celkem po LOH 2020 | Celkem po LOH 2020                   | 27    | 26      | 26    | 79     |

### Ženy (pětiboj)
od roku 1964
| Rok  | Místo       | Zlato             | Výkon vítěze   | Stříbro              | Bronz               |
| ---- | ----------- | ----------------- | -------------- | -------------------- | ------------------- |
| 1964 | Tokio       | Irina Pressová    | 5246 bodů - OR | Mary Randová         | Galina Bystrovová   |
| 1968 | Mexico City | Ingrid Beckerová  | 5098 bodů      | Liese Prokopová      | Annamária Tóthová   |
| 1972 | Mnichov     | Mary Petersová    | 4801bodů       | Heide Rosendahlová   | Burglinde Pollaková |
| 1976 | Montréal    | Siegrun Sieglová  | 4745 bodů      | Christine Laserová   | Burglinde Pollaková |
| 1980 | Moskva      | Nadija Tkačenková | 5083 bodů      | Olga Rukavišnikovová | Olga Kuraginová     |

### Ženy (sedmiboj)
od roku 1984
| Rok  | Místo          | Zlato                      | Výkon vítěze   | Stříbro                         | Bronz                       |
| ---- | -------------- | -------------------------- | -------------- | ------------------------------- | --------------------------- |
| 1984 | Los Angeles    | Glynis Nunnová             | 6390 bodů      | Jackie Joynerová                | Sabine Evertsová            |
| 1988 | Soul           | Jackie Joynerová-Kerseeová | 7291 bodů - OR | Sabine Johnová                  | Anke Behmerová              |
| 1992 | Barcelona      | Jackie Joynerová-Kerseeová | 7044 bodů      | Irina Bělovová                  | Sabine Braunová             |
| 1996 | Atlanta        | Gáda Šuáová                | 6780 bodů      | Natalja Sazanovičová            | Denise Lewisová             |
| 2000 | Sydney         | Denise Lewisová            | 6584 bodů      | Jelena Prochorovová             | Natalja Sazanovičová        |
| 2004 | Atény          | Carolina Klüftová          | 6952 bodů      | Austra Skujytė                  | Kelly Sothertonová          |
| 2008 | Peking         | Natalija Dobrynská         | 6733 bodů      | Hyleas Fountainová              | Taťjana Černovová           |
| 2012 | Londýn         | Jessica Ennisová           | 6955 bodů      | Lilli Schwarzkopfová            | Austra Skujytė              |
| 2016 | Rio de Janeiro | Nafissatou Thiamová        | 6810 bodů      | Jessica Ennisová-Hillová        | Brianne Theisenová-Eatonová |
| 2020 | Tokio          | Nafissatou Thiamová        | 6791 bodů      | Anouk Vetterová                 | Emma Oosterwegelová         |
| 2024 | Paříž          | Nafissatou Thiamová        | 6880 bodů      | Katarina Johnsonová-Thompsonová | Noor Vidtsová               |

## Medailové pořadí zemí
| Pořadí             | Země                                 | Zlato | Stříbro | Bronz | Celkem |
| ------------------ | ------------------------------------ | ----- | ------- | ----- | ------ |
| 1.                 | Spojené státy americké (USA)         | 2     | 2       | 0     | 4      |
| 2.                 | Velká Británie (GBR)                 | 2     | 1       | 3     | 6      |
| 3.                 | Belgie (BEL)                         | 2     | 0       | 0     | 2      |
| 4.                 | Austrálie (AUS)                      | 1     | 0       | 0     | 1      |
| 5.                 | Švédsko (SWE)                        | 1     | 0       | 0     | 1      |
| 6.                 | Sýrie (SYR)                          | 1     | 0       | 0     | 1      |
| 7.                 | Ukrajina (UKR)                       | 1     | 0       | 0     | 1      |
| 8.                 | Nizozemsko (NED)                     | 0     | 1       | 1     | 2      |
| 9.                 | Bělorusko (BLR)                      | 0     | 1       | 1     | 2      |
| 10.                | Německá demokratická republika (GDR) | 0     | 1       | 1     | 2      |
| 11.                | Litva (LTU)                          | 0     | 1       | 1     | 2      |
| 12.                | Rusko (RUS)                          | 0     | 1       | 0     | 1      |
| 13.                | Sjednocený tým (EUN)                 | 0     | 1       | 0     | 1      |
| 14.                | Kanada (CAN)                         | 0     | 0       | 1     | 1      |
| 15.                | Západní Německo (FRG)                | 0     | 0       | 1     | 1      |
| Celkem po LOH 2020 | Celkem po LOH 2020                   | 10    | 10      | 10    | 30     |